# NGC 1174
NGC 1174 (= NGC 1186) è una galassia a spirale barrata situata nella costellazione di Perseo, a una distanza di circa 123 milioni di anni luce dalla nostra Via Lattea.

## Scoperta
La galassia è stata scoperta il 27 ottobre 1786 dall'astronomo britannico di origine tedesca William Herschel e inserita nel New General Catalogue con la designazione NGC 1186. Il 31 agosto 1883 la galassia fu nuovamente osservata dall'astronomo statunitense Lewis Swift e inserita nel New General Catalogue con la designazione NGC 1174, a causa della differenza nelle coordinate riportate. Solo in seguito si appurò che i due codici si riferivano allo stesso oggetto celeste.

## Descrizione
NGC 1174 ha una classe di luminosità II-III e presenta una larga riga a 21 cm dell'idrogeno neutro.

## Buco nero supermassiccio
Dalle misure di luminosità del bulbo galattico di NGC 1174 (indicata come NGC 1186 nello studio) effettuate nella banda K dell'infrarosso vicino, si ottiene un valore di 107,5 {\displaystyle M_{\odot }} (32 milioni di masse solari) per il buco nero supermassiccio che si ritiene sia presente al centro della galassia.

## Gruppo di NGC 1174
NGC 1174 (=NGC 1186) è la più brillante di un gruppo di tre galassie che porta il suo nome. Le altre due galassie del Gruppo di NGC 1174 sono NGC 1171 e IC 284. Nell'articolo di Garcia NGC 1174 è citata con la designazione NGC 1186.